# アクレ紛争
アクレ紛争（西: Guerra del Acre）またはアクレ革命（伯: Revolução Acriana）は、1899年から1903年にかけて、当時ボリビアの領土であったアクレ地方で起きた紛争のことである。19世紀後半、世界的なゴム需要の高まりにより、パラゴムノキが自生していたアクレ地方には、一攫千金を狙ってブラジル人の入植者が、1898年まで、少なくとも80,000人がアクレ地方に進出した。この状況に、ボリビアは、税を課すなどの方針をとったため、ブラジル人の入植者が独立を主張して反乱を起こし、アクレ共和国として独立を宣言した。反乱を鎮圧できないボリビアに対して、ブラジルが干渉し、アクレ地方をブラジルに編入することになった。

## 背景

### アマゾン地方の国境線問題
17世紀、ブラジルでは、大西洋沿岸部から内陸へ進出する動きが現れた。バンデイランテスと呼ばれる武装集団が、インディオ狩りと金鉱脈探索を目的としてアマゾンに分け入った。またイエズス会もキリスト教の布教とインディオ保護を目的としてアマゾンに入った。
18世紀、ブラジル側からのアマゾンの開発が進むと、スペインとポルトガルの間で、ラテンアメリカでの植民地の境界線を巡る争いが生じた。両国間の争いは、1750年のマドリッド条約、1777年に結ばれた第一次サン・イルデフォンソ条約で一応の解決をみた。これらの条約により、未開の地であったアマゾン領域の国境線が定められ、ブラジルのアマゾン川流域の領土が拡大した。
19世紀に入り、ラテンアメリカのスペイン植民地が次々に独立した。しかし、独立した各国にはブラジルに対抗できる国力が不足していた。1867年、ブラジルとボリビアの間に、アヤクチョ条約が締結された。この条約でボリビア政府は、マデイラ川、アブナ川の下流の地域を放棄した。ボリビアの愛国者たちは、この政府の決定を厳しく批判したが、これらの地域を統治するには多額の費用がかかり、現実的な選択ではなかった。

### アマゾンのゴム景気

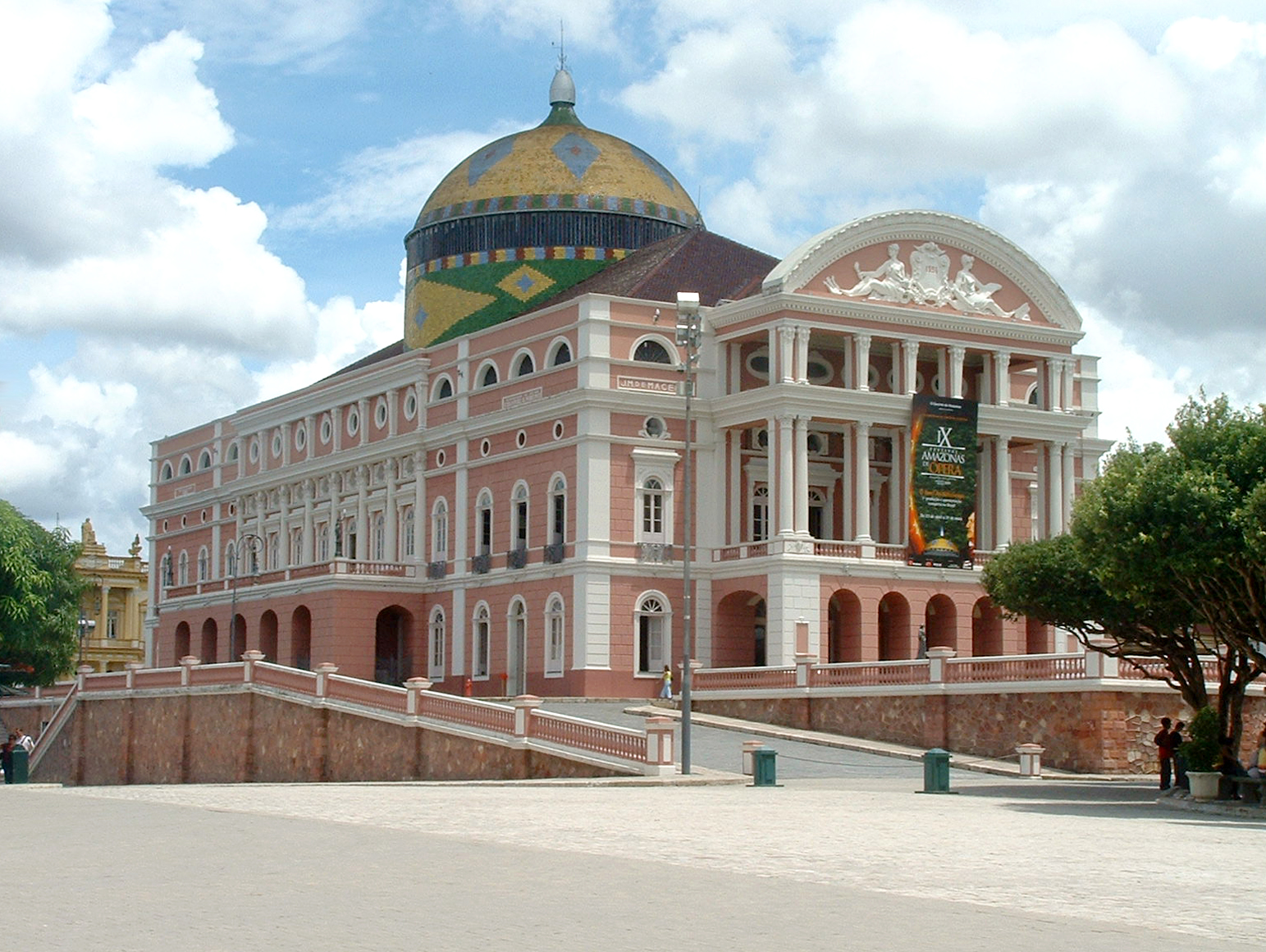
ゴム景気当時の豪華さの象徴であるマナウスのアマゾナス劇場（Teatro Amazonas）

19世紀末に、自転車や自動車の普及によりタイヤなどの原料として天然ゴムの需要が増大した。ベニ川、マドレ・デ・ディオス川、アクレ川などアマゾン流域上流の低地帯には、パラゴムノキが自生していた。このためアマゾン地域には、「ゴム景気」が起こり、多くの商人がベレン、マナウス、ポルト・ヴェーリョにラテックスを買い付けるために店舗を構えた。また多くの労働者がラテックス採集労働者としてアマゾン地域に分け入った。
ボリビア人では、ニコラス・スアレス・カリャウが天然ゴムで巨富を築いていた。ニコラス・スアレスの経営するスアレス商会は、アマゾン地方に18万平方キロを所有し、ボリビア領で産出される天然ゴムの60%を掌握していた。ニコラス・スアレスは、「天然ゴム世界のロックフェラー」と呼ばれていた。

### アマゾンへの入植状況
ボリビアでは、サンタ・クルス地方からゴムの自生地域に、1860年から1910年の半世紀の間に約80,000人が移住したとされる。また、1898年まで、少なくとも80,000人のブラジル人がアクレ地方に無断で入植した。その多くは、ゴムの採取で一攫千金を狙う者、ならず者、犯罪を犯して逃げて来た者達だった。
1879年、アクレ川で蒸気船が定期航行を始め、入植者たちの食料や産出した天然ゴムを輸送した。しかし、マデイラ川にはところどころに航行困難な急流があり、これが自然の防壁になっていた。ブラジル側からマデイラ川の支流であるマモレ川、ベニ川、マドレ・デ・ディオス川への船舶航行は困難であり、同様に、ボリビア側からアブナ川の流域に船舶で向かうことは困難であった。アクレ地方には多くのブラジル人が入り込んだが、マデイラ川の上流とのその支流にブラジル人が入植することを防いだ。一方で、アクレ地方にはボリビア政府の統治が及ばなかった。アマゾンがゴム景気で活況を呈するまで、ボリビア政府は、アクレ地方に、役人の派遣や、現地調査もほとんど行っていなかった。このため、アクレ地方は無法地帯になっていた。

### ブラジルの状況
1889年の共和制革命により、ブラジルは帝政から共和制に移行した。共和制で実権を握ったのは、ブラジル経済を牽引していた大農園主たちであった。コーヒー生産の中心であったサンパウロ州と、畜産・酪農の生産地であったミナスジェライス州から交互に連邦の大統領を送り込んだ（カフェ・コン・レイテ体制）。このような状況から連邦政府は、各州の内政にあまり干渉せず、各州の利益の調整の場に近いものであった。
パラー州の州都、ベレンは、17世紀に建設された大西洋に面する港町であった。ベレンは、砂糖、綿花、コーヒーと主要な貿易品を変えながら、ブラジルで最も栄えた港の一つとなっていた。他方、アマゾナス州のマナウスは、大西洋から内陸に1500km、アマゾン川本流とネグロ川の合流地点の北に位置する。アマゾン川を利用した物流での物資の集積地として、19世紀中頃に建設された。
1876年、イギリスのインマン汽船会社は、マナウスとイギリスのリバプールの間に直接航路を開設した。1880年、ベレンは7,793トンの天然ゴムを輸出したが、マナウスは374トンを送り出しただけであった。これはベレンには古くからの港湾都市で、銀行、保険会社、法律事務所などを備えていたからでもあった。アマゾナス州の有力者たちは、アマゾンでのゴム貿易の優位性をベレンから奪うことを画策した。1878年、マナウスから直接国外に天然ゴムを輸出する場合は、低い税率を適用することを定めた。

### ボリビアの状況
ボリビアでは、1898年の末からボリビア連邦革命が起き、武力闘争の末に保守党から自由党に政権が移った。1899年、ホセ・マヌエル・パンドが大統領の座につくと、影響力を強めていた錫鉱山を所有する資産家や都市部の中産階級の支持を受け、中央集権的な政府を目指した。

## 第一次アクレ紛争

### プエルト・アロンソの建設
アマゾンのゴム景気の状況に目をつけたボリビア政府は、アクレ地方で産出されるゴムに課税することを目論んだ。1899年1月2日、アクレ川沿いのブラジル国境そばに町を建設し、プエルト・アロンソ（現在のポルト・アクレ）と命名した。そして、このプエルト・アロンソに税関を置き、ブラジルへと運ばれる天然ゴムに輸出税を課した。

### 第一次アクレ共和国の独立宣言
アクレ地方に入植していたブラジル人達は、ボリビア政府が課した天然ゴムの輸出税に不満を持った。またアクレ川の下流にあたるアマゾナス州も課税に反発した。アマゾナス州の州知事であったホセ・カルドソ・ラマル・ジュニオールは、スペイン人のルイス・ガルベス・ロドリゲスを雇い、武器などを与えて実力排除を企てた。
ルイス・ガルベスは、ボリビア人の役人に成りすましてプエルト・アロンソに入り込んだ。状況を調査したところ、現地のブラジル人の不満やボリビアの役人や警官が少人数であることを把握し、慎重に反乱計画を立案した。
1899年7月14日、ルイス・ガルベスは行動を起こし、アクレ共和国の独立を宣言、自ら初代大統領を名乗った。ルイス・ガルベスは、さらに粗末な小屋を大統領宮殿と称して、大統領令を次々と発した。アクレ共和国の領域は、北はアヤクチョ条約でのブラジルとボリビアの国境線、南はマドレ・デ・ディオス川までを主張した。ルイス・ガルベスは、多くの入植者に大佐の称号を送り、またヨーロッパにいる知人をアクレ共和国の外交代表に任命した。このような稚拙な行動は、アクレの入植者の離反を招き、ルイス・ガルベスを追放する動きがでた。
ボリビア政府は反乱の報を受けて、ブラジル政府に反乱の鎮圧を依頼した。ブラジル国内ではアマゾナス州と競合関係にあったパラー州のゴム商人たちも、この反乱に否定的であった。彼らはルイス・ガルベスを「追い剥ぎ強盗」と批判し、反乱鎮圧に賛成の立場をとった。ブラジル政府は、1900年3月、警備艇を派遣し、ルイス・ガルベスをマナウスに連れ戻した。第一次アクレ共和国は崩壊し、アクレ地方は、再び無法地帯に戻った。

### ボリビア軍のアクレ遠征

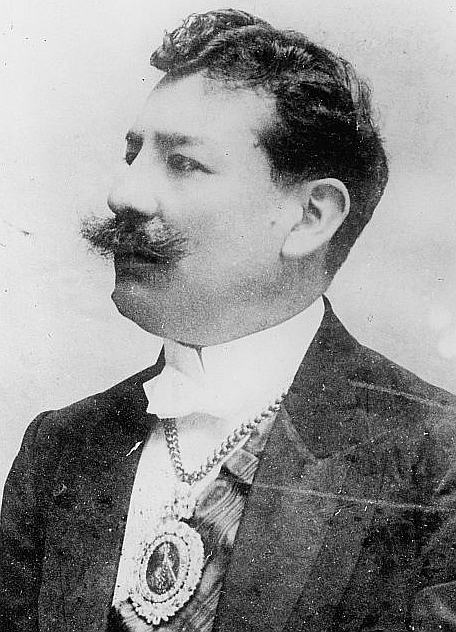
イスマエル・モンテス

ボリビア政府は蒸気船を買い入れ、ブラジル国内の水路を経由してプエルト・アロンソでの混乱を抑えるため、部隊を送る計画を立てた。実際には、小規模の部隊をベニ川経由で送ろうとしたが、ブラジルは1900年6月19日、水路を閉鎖し、ボリビア軍の船舶の進入を阻止した。ブラジル政府は、アクレ地方へボリビア軍を派遣しないように要請したが、マヌエル・パンド政権は、アクレ地方に部隊と物資を送る計画を進めた。ブラジル国内の水路を回避するため、陸路から3部隊に分けて派兵することを決定した。
1905年5月にボリビア軍は調査隊を送り、ベニ川の支流でマドレ・デ・ディオス川の北側に並行して流れるオーソン川沿いのメルセデスを拠点にすることを決めた。メルセデスを選んだ理由は、ブラジル国内に入ることなく、船舶による輸送が可能なこと、ゴム樹液採取者たちが切り開いた小道がアクレ川までつながっていることだった。一方で、メルセデスからプエルト・アロンソまでの陸路120kmを兵士一人あたり25kgの食料と装備を自ら背負ってジャングルの中を行軍しなければならなかった。
一番隊は、1900年8月8日、メルセデスを出発した。熱帯気候とジャングルの泥の中を歩く困難な行軍の末に、8月13日、アブナ川まで進出、8月22日にはアクレ川に到達した。プエルト・アロンソの情勢がつかめなかったため、部隊の行動は慎重であった。しかし、アクレ地方に入植していたブラジル人はボリビア軍に好意的であり、現地のブラジル人商人はボリビアの部隊への食料などの供給も同意した。9月22日、一番隊は反乱勢力と交戦することなく無血で、プエルト・アロンソに入った。
ペレス・ベラスコ副大統領が指揮した二番隊は、9月26日にメルセデスに入った。また10月7日に、イスマエル・モンテス大佐が指揮する三番隊がメルセデスに到着した。マヌエル・パンド大統領はこの作戦の最高指揮官としてイスマエル・モンテス大佐を指名しており、ペレス・ベラスコ副大統領との間で内部分裂が起こることが懸念されたが、二人は良好な関係を保つことができた。
イスマエル・モンテスは、三番隊を予備としてメルセデスに残し、ペレス・ベラスコ副大統領と共に二番隊を引き連れてプエルト・アロンソに向けて出発、10月14日にアクレ川に進出した。一番隊がプエルト・アロンソに入ったという情報を得たイスマエル・モンテスとペレス・ベラスコは、二番隊を待機させた上で、小型ボートでアクレ川を下り、プエルト・アロンソへ向かった。

### リオシノの戦い
10月24日、イスマエル・モンテスとペレス・ベラスコは、プエルト・アロンソに入ったが、駐屯していたボリビア兵は疲弊しており、脚気で死亡したものも多かった。またイスマエル・モンテスらは、現地の不穏な情勢を感じた。
ボリビアが輸出税を課したことに反発していたブラジル人の商人たちは、アクレ地方に入植していたゴム樹液採取者たちを扇動していた。「ボリビア人はゴム林のある土地を没収するためにやって来た」という噂を広めた。またアマゾナス州の州知事もアクレ地方の反乱を積極的に支持した。アマゾナス州は、プエルト・アロンソに物資を運ぶ船舶を足止めにした。少なくとも1,500人の入植者を国境に集め、プエルト・アロンソを襲撃する機会をうかがっていた。
イスマエル・モンテスは、三番隊をメルセデスからアクレ川まで進出させることを決め、メルセデスまで一度引き返した。一方で、二番隊は、11月18日、プエルト・アロンソに入った。しかし、反乱軍がアクレ川の国境付近を封鎖したため、プエルト・アロンソは食料不足に見舞われた。プエルト・アロンソのボリビア兵は食料配給は半減され、また病気の蔓延で兵の病死者が増えていた。
一方、12月上旬には、反乱軍に参加した数は、2,000人に達していた。反乱軍の最大のグループはプエルト・アロンソを包囲していた。また反乱軍の拠点は、プエルト・アロンソからアクレ川の上流にさかのぼった、エンペレサ（西: Empresa、現在のリオブランコのアクレ川の対岸付近）にあった。
イスマエル・モンテスの率いる三番隊は、エンペレサからアクレ川のやや上流に位置するリオシノ（Riosinho）に12月6日に到着した。イスマエル・モンテスは、リオシノ周辺の偵察を実施させたが、反乱軍は見つからなかった。しかし、イスマエル・モンテスは、周囲に堀を掘って陣地を作らせ、防御を固めた。
1900年12月12日、午前6時、反乱軍はリオシノのボリビア軍の陣地を襲撃した。反乱軍は、二方向から攻撃を加えたが、統率がとれておらず、支援が不十分であった。またボリビア軍が装備していた最新式のモーゼルライフルが威力を発揮し、反乱軍を弱気にさせた。2時間の銃撃戦の末、反乱軍はジャングルの中へと後退した。しかし、ボリビア軍は銃撃戦には勝利したが、反乱軍の包囲を突破できなかった。

### 第一次プエルト・アロンソの戦い
プエルト・アロンソのボリビア兵が弱体化していたのは明らかであったが、リオシノでの敗北に反乱軍の指導者たちはプエルト・アロンソへの攻撃に対して消極的であった。しかし、国境で足止めしていた船舶の船長たちが、反乱軍に対してアクレ川上流への航行再開を強く求めたため、反乱軍はプエルト・アロンソのボリビア軍を1900年12月24日に攻撃することを決定した。
1900年12月24日、反乱軍は夜明けと共に攻撃開始する予定であったが、濃霧のために遅れた。濃霧は、反乱軍がアクレ川を渡りプエルト・アロンソに接近することを隠した。午後、反乱軍は攻撃を開始した。プエルト・アロンソのボリビア兵で戦える者は100人程度で圧倒的に少数であったが、ここでもモーゼルライフルが威力を発揮し、奮戦した。14時になり、反乱軍はボリビア陣地を突破する寸前まで押し込んでいた。しかし、蒸気船の汽笛をボリビア軍の援軍と勘違いした反乱軍はパニックに陥ち入り、ブラジル領内へ後退してしまった。

### 反乱軍の降伏
反乱軍の攻撃を撃退したボリビア軍であったが、補給が困難なため反乱軍を鎮圧するまでの力はなかった。リオシノにあったイスマエル・モンテスの率いる部隊もメルセデスへの一時撤退を検討していた。一方で、反乱軍も今後の方針について内部分裂した状態であった。
アクレ川の国境で足どめされたまま、進展しない状況に業を煮やした商船の船長たちは、反乱軍の封鎖を突破することを決めた。1900年12月29日、商船団は白旗を掲げて、封鎖を突破し、プエルト・アロンソに入り、ボリビア側と取引を行った。状況不利と見て、反乱軍を抜けてゴム採取に戻る者が出はじめた。1901年に入り、反乱軍は、正式に降伏した。

## 第二次アクレ紛争

### ボリビアン・シンジケート
反乱を鎮圧したボリビア政府だが、アクレ地方の治安を維持するためには、軍の駐留を続ける必要があった。少なくとも1,000名の守備隊をアクレ地方に常駐させる必要があったが、必要物資の輸送には多額の費用が必要であり、この負担は重荷であった。マヌエル・パンド大統領の政権は、アクレ地方から産出される天然ゴムの収益が国庫に入る方法を模索した。
1901年7月11日、ボリビア政府は、アメリカの投資家グループとアクレ地方への投資について「ボリビアン・シンジケート」と呼ばれる契約を交わした。ボリビアン・シンジケートは、アメリカの投資家グループにアクレ地方を信託し、ここで産出される天然ゴムの輸出を独占するのと引き換えに、ボリビア政府が利益の一部を受け取る内容だった。
ブラジルでは、パラー州の商人たちは、自分たちの利益が損なわれない限り、ボリビア政府によるアクレの統治を支持していた。その一方で、パラー州の商人を排除したいと考えていたアマゾナス州の商人たちは、アクレの反政府勢力を支持していた。従って、ブラジル政府はパラー州とアマゾナス州のそれぞれの要求のバランスをとりながら、ボリビア政府のアクレ地方の統治を支持していた。しかし、ボリビア政府がアメリカ投資団と契約すると、パラー州の商人たちはこれに強く反発、ブラジル政府もアクレ地方の反乱勢力への理解を表明し、ボリビアに契約撤回を迫った。
この頃のプエルト・アロンソは、1900年12月の反乱鎮圧後、比較的平穏な状態を維持していた。ボリビア人の軍人は、ブラジル人の入植者たちを信頼することがアクレ地方を統治する唯一の手段であることを悟っていた。しかし、マヌエル・パンド大統領は、国内の慎重意見、ブラジルの反対を抑えて、1901年12月21日、アメリカ投資団との契約についての議会承認を得た。
マヌエル・パンド大統領は、文官のリノ・ロメロ（西: Lino Romero）をアクレ地方に派遣した。リノ・ロメロは、法律家や書記官を引き連れて、1902年4月にプエルト・アロンソに到着した。
リノ・ロメロは、すぐに新しい税金を課す法令を出し、アクレ川沿いのブラジル人入植者たちに徴税官を派遣した。さらに、リノ・ロメロは、半年以内にゴム林の土地の登録に応じるようアクレの入植者に命じた。

### 第二次アクレ共和国の独立宣言

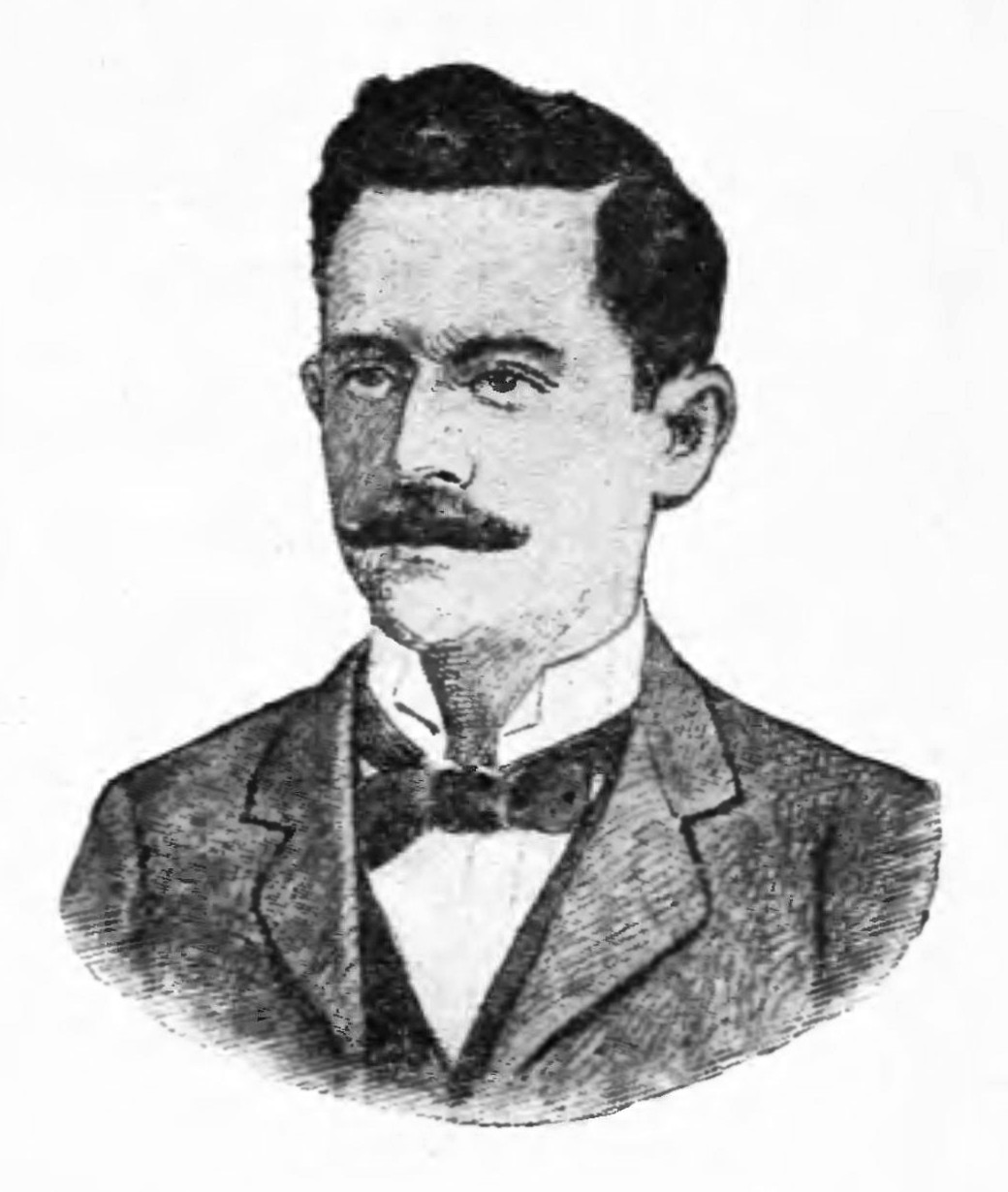
プラシド・デ・カストロ

リノ・ロメロの統治政策により、アクレ地方のブラジル人入植者たちの不満は高まった。この頃、ブラジル人入植者の中でホセ・プラシド・デ・カストロが頭角をあらわしていた。プラシド・デ・カストロは、1900年の反乱が失敗した原因を規律と指導者の欠如と分析し、これを補うためブラジル人の元将校を集めた。また密かに武器や弾薬をアクレ地方に運びこんでいた。
1902年7月、反乱軍は作戦会議を開き、ここでプラシド・デ・カストロは、プエルト・アロンソへの奇襲攻撃を主張した。しかし、他の反乱軍の幹部は1900年の失敗の再現を恐れ、これに同意せず、ボリビア人の警察官が数名駐在していたシャプリで蜂起することを提案した。プラシド・デ・カストロは、これに同意した。
1902年8月6日、早朝、プラシド・デ・カストロは数十名の同志と共に、アクレ川沿いのシャプリにあったボリビア政府の拠点を襲撃した。奇襲は成功し、拘束したボリビアの役人たちをブラジルに強制送還した。翌8月7日、プラシド・デ・カストロは、アクレの独立を宣言した。

### ボルタ・ダ・エンペレサの戦い
プラシド・デ・カストロは、直ぐにでもプエルト・アロンソに対して攻撃を加える計画であったが、ボリビア軍の部隊がオーソン川にそって行軍しているという情報を得て、これを撃退する必要に迫られた。プラシド・デ・カストロは、ボルタ・ダ・エンペレサ（西: Volta da Empresa、現在のリオブランコ）でボリビア軍を待ちぶせすることにした。
プエルト・アロンソの駐留を交代するために約100名の兵士を引き連れていたのはロセンド・ロハス大佐（Rosendo Rojas）であった。ロセンド・ロハスは、反乱の情報を得ると直ぐに行動を開始した。ロセンド・ロハスの部隊は夜間行軍を行い、ボルタ・ダ・エンペレサへ向かった。1902年9月18日の朝、待ちぶせしていた反乱軍の隙をついて攻撃を加え、3時間後には反乱軍は遁走を始めた。
奇襲に成功したボリビア軍であったが、7名のボリビア兵が死亡し、弾薬も大量に消費していた。ロセンド・ロハスは、ボルタ・ダ・エンペレサに陣地を築き、プエルト・アロンソとリベラルタに補給を要請する手紙を送った。
プラシド・デ・カストロは、反乱軍を立て直し、500名以上の兵士でロセンド・ロハスのボリビア軍陣地を包囲した。1902年10月5日、プラシド・デ・カストロは、攻撃を命じた。ボリビア軍もよく応戦し、この日の攻撃では決着がつかなかった。しかし、ボリビア側は弾薬を使い果たし、食料なども枯渇していた。1902年10月15日、ロセンド・ロハス大佐は、降伏文書に署名した。

### プエルト・バイーアの戦い
プエルト・バイーア（西: Puerto Bahía、現在のコビハ）でも、プラシド・デ・カストロのに呼応してアクレ独立を求めた反乱が起きた。プエルト・バイーア周辺は、ゴムで財を成したボリビア人の豪商であったニコラス・スアレス・カリャウが、事実上支配していた。ニコラス・スアレスは独自にゴム液採取労働者たちを集めて私設部隊を組織し、10月11日、プエルト・バイーアでの反乱を鎮圧した。
プラシド・デ・カストロは、ニコラス・スアレスの私設部隊がボリビア軍に合流することを恐れた。プラシド・デ・カストロ率いる反乱軍は、11月、南へ進みアブナ川でボリビア軍の部隊と遭遇した。ボリビア軍の部隊は50名程度で、ロセンド・ロハスの部隊に弾薬を補給することが目的であった。このボリビア軍の部隊は、反乱軍を見ると退却した。プラシド・デ・カストロは、追撃を実施しようとするが、反乱軍の兵士たちはこれ以上の遠征に強く反対した。
一方で、ニコラス・スアレスはシャプリの反乱軍を攻撃しようと考えていたが、スアレスの私設兵も遠征してまで戦うことには消極的であった。

### 第二次プエルト・アロンソの戦い
1903年1月8日、プラシド・デ・カストロ率いる反乱軍は、プエルト・アロンソを包囲した。プラシド・デ・カストロは、攻撃開始まで1週間の猶予を与え、降伏を促したが、リノ・ロメロはこれを拒否した。
1月15日、朝から反乱軍は攻撃を開始した。銃の性能で劣る反乱軍は、ボリビア軍の弾薬を消費させるため、銃撃戦を続けた。反乱軍は前線の兵を交代制にし、昼夜を問わずボリビア軍の陣地を射撃させた。
一方で、ボリビア軍は、昼夜を問わない銃撃戦で長時間、緊張状態に置かれ、食料、弾薬も減少し、疲労困憊の状況に陥った。銃撃戦は、1月23日まで続き、リノ・ロメロは、援軍が来るまでプエルト・アロンソを維持することは不可能であると考えるようになった。
1903年1月24日、リノ・ロメロは降伏に合意した。

## 講和

### ブラジル政府の介入

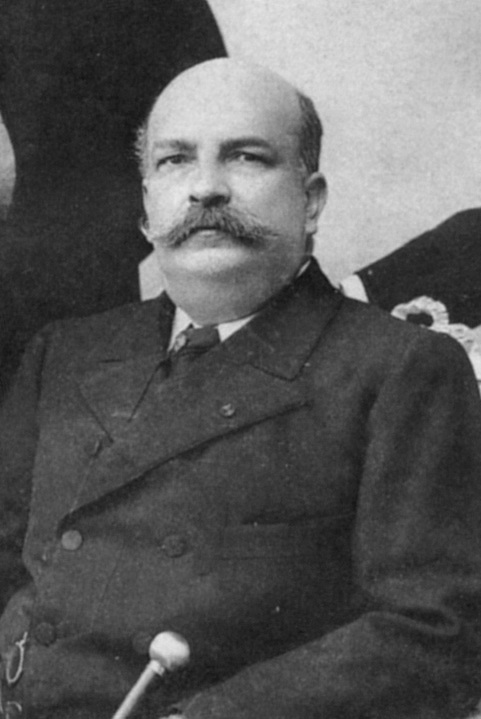
ブラジルの外務大臣で、ボリビアからアクレ地方の割譲を取り付けた、リオ・ブランコ男爵

1902年11月、ブラジルに新政権が誕生し、リオ・ブランコ男爵の称号を持つホセ・マリア・ダ・シルバ・パラノス・ジュニオール（以後、「リオ・ブランコ男爵」と呼称）が、外務大臣に就任した。リオ・ブランコ男爵は、アクレ紛争の恒久的解決を目指した。リオ・ブランコ男爵は、12月26日、ボリビア政府に対して「アクレ地方のブラジルへの併合と、代償として十分な対価を支払うこと」を提案した。
一方、ボリビアのマヌエル・パンド大統領は、自ら軍隊を率いてプエルト・アロンソの救出に向かうことを決意した。1903年1月26日、数百の兵を引き連れてアクレ地方に向けて出発した。
リオ・ブランコ男爵は、1903年2月6日、ボリビア政府に対して、再度アクレへの遠征を中止と、受け入れられない場合には交戦も辞さないとする最後通牒を行った。これは外交上の駆け引きではなく、実際に、ブラジルはボリビアとの国境線に数千の兵を移動させていた。
マヌエル・パンド大統領は、プエルト・アロンソのボリビア軍が1月24日に降伏したこと、およびブラジルが最後通牒を送ってきたことを知り、ラ・パスへ引き返した。陸軍大臣の職にあったイスマエル・モンテスを司令官として再び遠征軍を送る計画もあったが、ブラジルとの戦争に発展することを恐れ、最終的に遠征を中止した。1903年3月21日、マヌエル・パンド大統領は、正式にブラジルの提案を受け入れた。

### 国境案
アクレ共和国として独立を宣言した反乱軍は、アクレ地方の南側の境界線を、マドレ・デ・ディオス川に沿って主張していた。しかし、アクレ川上流とアブナ川で強い影響力を有していたゴム商人のニコラス・スアレスの暗躍により、マドレ・デ・ディオス川より北側のアクレ川の上流部分とアブナ川に沿った国境線とすることでブラジル政府は譲歩した。この合意に反乱軍は不満を持った。

### ペトロポリス条約
1903年11月17日に、アクレ紛争の原因となったアクレ地方の権利関係を合意した「ペトロポリス条約」が、ブラジルとボリビアの間で署名された。
この条約で、ボリビアはアブナ川の北側、191,000平方キロメートル（現在のアクレ州）を、ブラジルに割譲した。一方、ブラジルは、ボリビアに200万英ボンドの支払い、マモレ川とアブナ川で囲まれていたブラジル領の約3,200平方キロメートルをボリビアに譲渡、マデイラ川の港ポルト・ヴェーリョからボリビア国境までの鉄道（マデイラ・マモレ鉄道）をブラジル側が建設することを約束した。

## 紛争後の状況

### ブラジルの状況

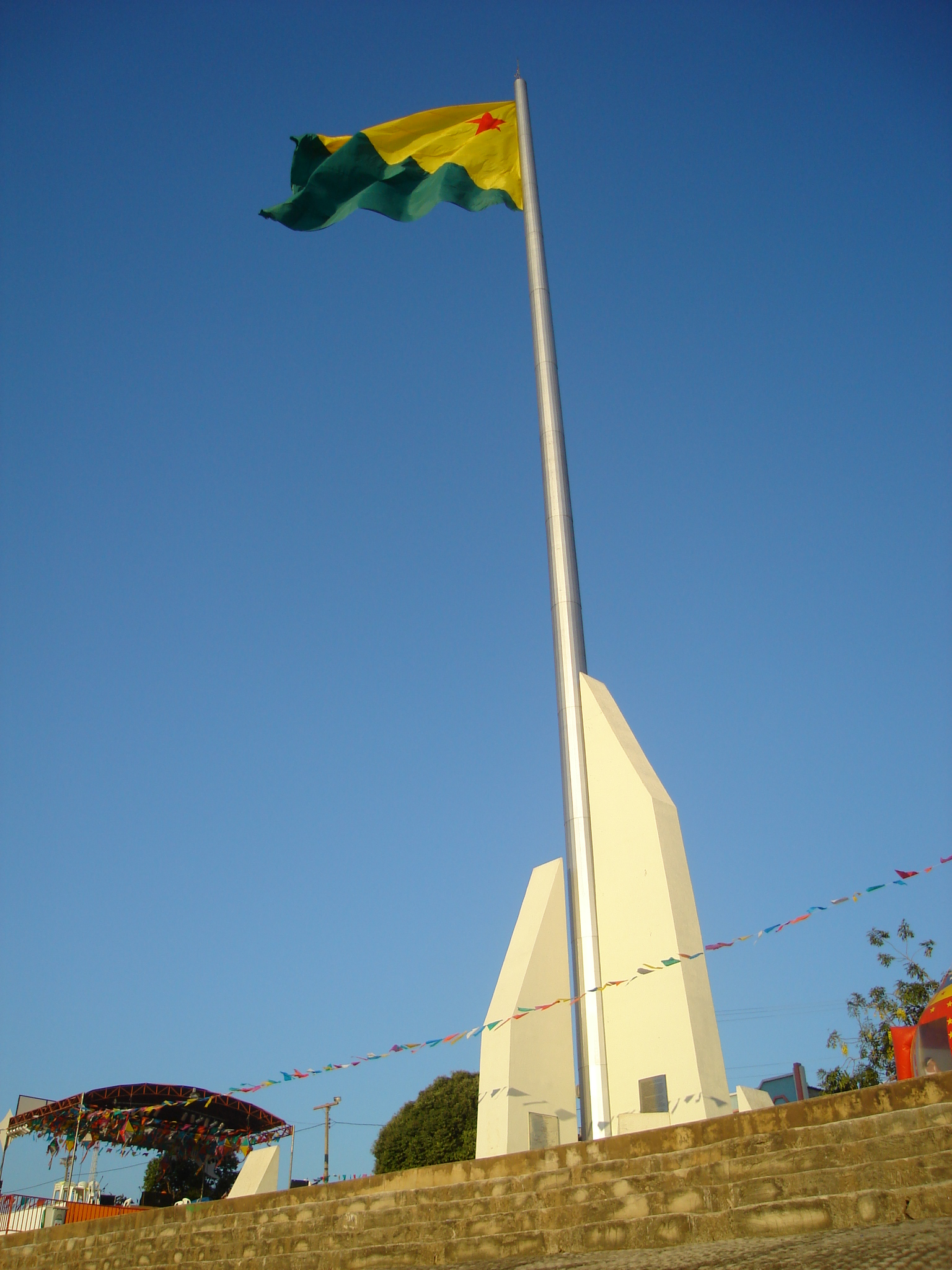
リオブランコ市にあるアクレ革命100周年の記念碑

ペトロポリス条約によってブラジルとボリビアの間で和解をみた。しかし内政面では、ブラジル国内でのアクレ地方の扱いに関してパラー州とアマゾナス州の対立は残ったままだった。アマゾナス州の有力者たちはアクレ地方をアマゾナス州に併合することを求めた。対するパラー州は、アクレ地方を独立した州として連邦政府下に置くことを求めた。このため、アクレ地方からゴムを搬出する際、パラー州のゴム商人は、アマゾナス州の管理するマナウスの港湾当局から嫌がらせを受けた。
アクレ地方の入植者たちも、連邦下での自治を望んだ。またブラジル連邦政府は、ボリビアに支払う賠償金と鉄道建設費用の負担が問題であった。この財源としてアクレ地方のゴム輸出からの税収を目当てにしており、ブラジル連邦政府はパラー州の主張に最終的に同意した。結局、アクレ地方は、連邦下に置かれ、1904年2月25日、アクレ準州となった。
アクレ地方がブラジルに併合されたことは、地理的に離れたベレンに大きな恩恵を与えた。ベレンからブラジル国外に輸出された天然ゴムは、1902年に約10,000トンであったが、1905年には約15,000トンと大幅に増加した。この増加分は、アクレから搬出される天然ゴムがベレンを経由したものであった。アクレ併合後、マナウスも発展を遂げたが、ベレンはアマゾン流域での商業の優位性を譲ることはなかった。
外交面では、ブラジル外務大臣のリオ・ブランコ男爵は、エクアドル、ペルーとの国境線についても軍事力を背景にブラジルの主張する国境線で確定させていった。1909年、ペルーとの間に条約を結び、ジャバリ川の源流からアマゾン川の合流点までを国境線として確定した。

### ボリビアの状況
ボリビア政府は、ペトロポリス条約に引き続き、太平洋戦争の正式な講和条約であるチリ・ボリビア平和友好条約を1904年、チリとの間で締結した。この条約で、ボリビアは太平洋沿岸の領土を放棄した代わりに、チリから30万英ポンドの支払いと、ラ・パスとチリの太平洋沿いのアリカとの間にチリが鉄道を建設する約束を取り付けた。
このように、周辺国との領土問題で大きな譲歩を行った。その見返りとして、賠償金とボリビアにつながる鉄道建設を引き出した。これらの賠償金を、長年の懸案事項であったボリビア国内の鉄道網の建設と都市の近代化への投資に当てた。